# 你比小五生聪明吗 (中国大陆)
於2007年，中國大陸至少有六所電視台，包括湖南卫视、中國中央電視台、深圳广电集团、天津電視台、陝西電視台及廣東電視台，製作了由美國霍士廣播公司原創的《係咪小兒科》（Are You Smarter Than a 5th Grader?）之中國大陸版本。

## 五年級救助隊
《五年級救助隊》是由湖南卫视於2007年「五一黃金週」期間製作，由5月1日起一連7天播出。主持人為汪涵。節目口號為「誰比5年級學生更聰明」。最高獎金為10萬人民幣。參賽者可用「偷看」、「抄襲」及「拯救」向現場的小學生求助。在黃金週後，節目改為每星期播放一集。2007年9月起，改由馬可主持節目。
同年國慶期間，節目更改形式，但佈景及標誌設計沒有太大改變。節目名稱改為《智慧家庭救助隊》，口號為「誰是湖南最智慧的家庭」，同樣由馬可主持。每集有四個家庭參與，並首先回答一道題目，答對而又使用最少時間的家庭會成為參賽者。然後參賽家庭需回答11道題目，每題價值與《五年級救助隊》相同（見下表）。其他家庭亦需回答問題，因為答對最多問題的家庭會成為下一個參賽家庭。參賽家庭可用不同的「錦囊」向其他家庭求助或轉換題目。
| 答對問題數     | 1      | 2      | 3      | 4      | 5      | 6       | 7       | 8       | 9       | 10      | 11       |
| -------------- | ------ | ------ | ------ | ------ | ------ | ------- | ------- | ------- | ------- | ------- | -------- |
| 獎金（人民幣） | ¥1,000 | ¥2,000 | ¥3,000 | ¥4,000 | ¥5,000 | ¥10,000 | ¥15,000 | ¥20,000 | ¥25,000 | ¥50,000 | ¥100,000 |

2008年7月12日，該節目推出夏日特別版，名為《智慧家庭HIGH一夏》，並於9月27日結束。

## 幸運52
《幸運52》是中國中央電視台經濟頻道的一項娛樂性節目，主持人為李詠。該節目於2007年6月1日改版，節目中的「幸運課堂」環節採用該節目的形式。

## 誰比誰聰明
《誰比誰聰明》是由深圳衛視製作，由劉茗茗主持。最高獎金為2萬人民幣。參賽者的錦囊有「參考」及「照搬」，參賽者也可以向朋友致電求助。參賽者答對第五題後可獲得「學習好」獎狀。
| 答對問題數     | 1    | 2      | 3      | 4      | 5      | 6      | 7      | 8       | 9       | 10      |
| -------------- | ---- | ------ | ------ | ------ | ------ | ------ | ------ | ------- | ------- | ------- |
| 獎金（人民幣） | ¥500 | ¥1,000 | ¥1,500 | ¥3,000 | ¥4,500 | ¥6,000 | ¥8,000 | ¥10,000 | ¥12,000 | ¥20,000 |

## 你能畢業嗎?
《你能畢業嗎?》於2007年6月2日起由天津電視台少兒頻道播映，由段雷及賈寧主持。該節目最高獎金為1萬人民幣。參賽者需回答12道題目，包括6道小學程度、3道初中程度和3道高中程度題目，答對全部題目可獲得20,000人民幣獎賞。若再把最後的一道價值翻倍題目答對，可再獲得20,000人民幣。參賽者可用「參考」、「複製」及「復活」向現場的7位「小助手」求助，這些「小助手」包括3位小學生、2位初中生及2位高中生。
節目於2008年2月3日改版。每集有三組參賽者參加，每組由1位成人及4位小學生組成。每組參賽者需經過3個環節的比賽，並積累「愛心基金」，之後勝出組別的成人可成為最後一個環節的挑戰者。該挑戰者需回答5道小學題目，如果中途答錯，挑戰者可向場上12位小學生求助，如果超過半數的小學生答對，挑戰者可繼續遊戲。答對全部5道題目，之前積累的所有「愛心基金」將翻倍。

## 不考不知道
《不考不知道》是由陝西電視台製作，由徐睿主持。問題價值以經驗值計算，參賽者累積一定的經驗值後可以得到相對應的獎品，而最高經驗值相對應的獎品是一輛長安奔奔。
參賽者可用「瞄瞄卡」、「換換卡」及「救救卡」向現場的小學生求助。
| 答對問題數 | 1   | 2   | 3   | 4     | 5     | 6     | 7      | 8      | 9      | 10     | 11      |
| ---------- | --- | --- | --- | ----- | ----- | ----- | ------ | ------ | ------ | ------ | ------- |
| 經驗值     | 100 | 300 | 500 | 1,000 | 2,000 | 5,000 | 10,000 | 20,000 | 30,000 | 50,000 | 100,000 |

## 五年級插班生
《五年級插班生》於2007年8月10日起由廣東電視台公共頻道播映，由何浩鵬主持。該節目最高獎金為10萬人民幣。參賽者可用「出貓」、「開卷」及「補考」向現場的小學生求助。
該節目於2009年2月28日結束，翌日以另一個遊戲節目，同樣由何浩鵬主持的《十倍錢進》（Power of 10）取代。

### 五年級插班生之智叻家庭及亞運至叻星
《五年級插班生之智叻家庭》為《五年級插班生》之新版，於2009年10月31日起由廣東電視台公共頻道播映，並由宋嘉其主持。該節目最高獎金為5萬人民幣。每集有四個家庭參與 100,000 yen，並首先回答一道題目，答對的家庭可來到擂台並爭奪5萬人民幣獎金，中途可使用三個錦囊：
- 使D先（先花費一點兒）：參賽家庭可以選擇看正確答案，並進入下一题，但該家庭最終獲得的獎金將扣除兩題間的差價。
- 睇睇先（先看看）：其餘三個家庭的答案會被顯示出來，作為參考。
- 唔答先（先不回答）：參賽家庭可以選擇轉換題目。而被轉換的 50,000 yen, 題目會由現場觀眾回答(50,000 yen)，如果觀眾回答正確可以獲得大禮 100,000 yen 包，如果答錯，也可以獲得紀念獎。

2010年5月1日，本節目再度改版，名為《五年級插班生之亞運至叻星》，並再次由何浩鵬主持。參賽者可使用三個 100,000 yen.
- 中場休息：先看小學生的答案以作參考。
- 技術支援：鎖定小學生的答案為自己的答案。
- 親友啦啦隊：致電給親友求助。

| 答對問題數      | 答對問題數       | 1    | 2    | 3      | 4      | 5      | 6      | 7      | 8       | 9       | 10      | 11       |
| --------------- | ---------------- | ---- | ---- | ------ | ------ | ------ | ------ | ------ | ------- | ------- | ------- | -------- |
| 獎金 （人民幣） | 原版及亞運至叻星 | ¥200 | ¥500 | ¥1,000 | ¥1,500 | ¥3,000 | ¥5,000 | ¥8,000 | ¥15,000 | ¥25,000 | ¥50,000 | ¥100,000 |
| 獎金 （人民幣） | 智叻家庭         | ¥200 | ¥500 | ¥1,000 | ¥1,500 | ¥3,000 | ¥5,000 | ¥8,000 | ¥15,000 | ¥25,000 | ¥50,000 |          |

## 資料來源
1. ↑  .   [2009-06-25]. （原始内容存档于2007-05-27）.
2. ↑  .   [2009-06-30]. （原始内容存档于2010-06-23）.
3. ↑  .   [2009-06-25]. （原始内容存档于2011-10-07）.
4. ↑  .   [2009-06-30]. （原始内容存档于2011-07-07）.
5. ↑  .   [2009-06-30]. （原始内容存档于2011-05-27）.
6. ↑  .   [2009-06-30]. （原始内容存档于2011-07-17）.
7. 1 2  http://qzone.qq.com/blog/732084345-1235833574%5B%5D
8. ↑  .   [2009-06-24]. （原始内容存档于2009-03-23）.
9. ↑  .   [2009-06-24]. （原始内容存档于2011-07-23）.

## 另見
- 香港版本《係咪小兒科》
- 台灣地區類似節目《百萬小學堂》（無正式版權）

## 外部連結
- 《五年級救助隊》官方網站
- 《誰比誰聰明》節目介紹（页面存档备份，存于）
- 《你能畢業嗎?》節目介紹
- 搜狐娛樂《不考不知道》網站（页面存档备份，存于）
- 《五年級插班生》網站
- 《五年級插班生之智叻家庭》官方網誌